# National Chiao Tung University
National Chiao Tung University (NCTU; chiń. upr. 国立交通大学; chiń. trad. 國立交通大學; pinyin Gúolì Jiāotōng Dàxúe) jest wyższą szkołą zlokalizowaną w mieście Xinzhu na Tajwanie. Na Tajwanie NCTU jest kolokwialnie nazywany "交大" (Jiāo Dà).
Według rankingu placówek naukowych "Nature Publishing Index Asia-Pacific (2012, corrected count)", NCTU zajmuje 2. miejsce (1. miejsce jako uniwersytet) na Tajwanie.
NCTU powstał w Szanghaju w 1896 roku; po chińskiej wojnie domowej reaktywowany w 1958 roku na Tajwanie. Jest najstarszym uniwersytetem Tajwanu.
NCTU jest jedną z uczelni partnerskich Uniwersytetu Warszawskiego oraz Uniwersytetu Ekonomicznego w Krakowie.

## Struktura uniwersytetu
- College of Electrical Engineering
  - Department of Electronics Engineering
  - Department of Electrical and Control Engineering
  - Department of Communication Engineering
  - Institute of Electro-Optical Engineering
  - Display Institute
  - Nano Facility Center
  - Center for Telecommunications Research
  - Lee and MTI Center fo Networking Research
  - Degree Program of Electrical engineering and Computer science
  - Electronic Engineering and Computer Science (EECS) Undergraduate Honors Program

- College of Computer Science
  - Department of Computer Science
  - Institute of Computer Science and Engineering
  - Institute of Network Engineering
  - Institute of Multimedia Engineering
  - Electronic Engineering and Computer Science (EECS) Undergraduate Honors Program

- College of Engineering
  - Department of Mechanical Engineering
  - Department of Civil Engineering
  - Department of Materials Science and Engineering
  - Institute of Environmental Engineering
  - Institute of Nanotechnology (INT)

- College of Science
  - Department of Electrophysics
  - Department of Applied Mathematics
  - Department of Applied Chemistry
  - Institute of Molecular Science
  - Institute of Statistics
  - Institute of Physics
  - Degree Program of E-Learning
  - International Graduate Programs

- College of Biological Science and Technology
  - Department of Biological Science and Technology
  - Institute of Biochemical Engineering
  - Institute of Bioinformatics
  - Institute of Biomedical Science

- College of Management
  - Department of Management Science
  - Department of Transportation Technology & Management
  - Department of Industrial Engineering & Management
  - Institute of Traffic and Transportation
  - Institute of Business & Management
  - Institute of Information Management
  - Institute of Management of Technology
  - Institute of Technology Law
  - Legal Center for Enterprise & Entrepreneurship
  - Executive Master of Business Administration
  - Semiconductor Manufacturing Management Center
  - Graduate Institute of Finace
  - Department of Information & Finace Management

- College of Humanities and Social Sciences
  - Institute of Communication Studies
  - Film Studies Center
  - Institute of Applied Arts
  - Institute of Music
  - Institute of Education
  - Department of Foreign Languages and Literatures
  - Institute of Teaching English to Speakers of Other Languages
  - Language Teaching and Research Center
  - Graduate Institute of Linguistics & Cultural Studies
  - Center for Teacher Education
  - Center for Emergent Cultural Studies
  - Graduate Institute for Social Research and Cultural Studies

- College of Hakka Studies
  - International Center for Hakka Studies

- College of Architecture
  - Graduate Institute of Architecture

- Center of General Education

- Chalmers International Taiwan Office, CITO

- NCTU Europe at Chalmers